# Zagreb Film Festival
Das Zagreb Film Festival (ZFF) ist ein jährlich stattfindendes Filmfestival in Zagreb, Kroatien. Es wurde 2003 gegründet und legt einen Fokus auf junge Filmemacher.
Jedes Jahr werden in drei Kategorien (Spielfilme, Kurzfilme, Dokumentarfilme) und einer Sonderkategorie für Kurzfilme von kroatischen Filmemachern Preise vergeben.

## Preise

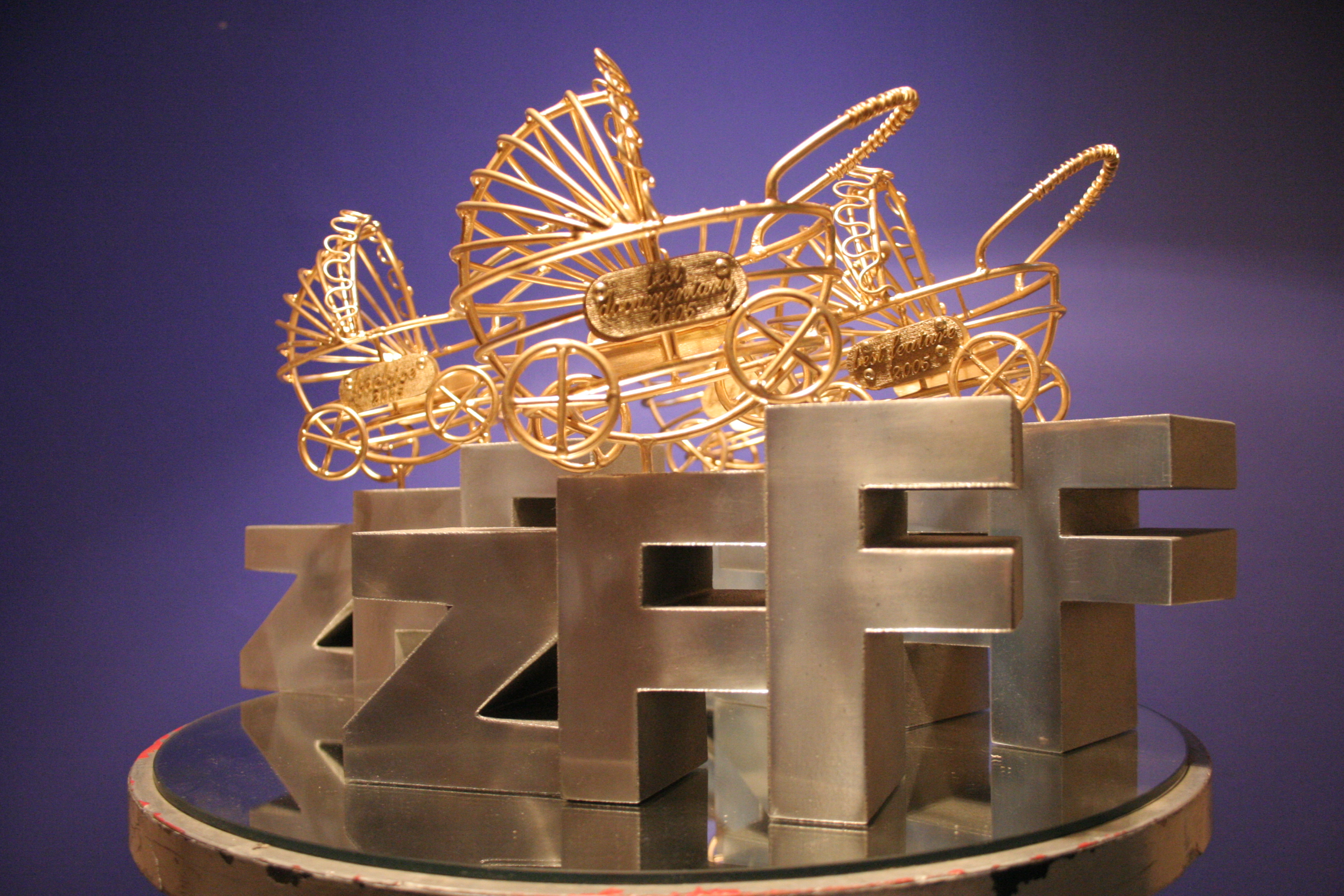
Goldener-Wagen-Preis

Preise werden in folgenden Kategorien verliehen:
- Der Zlatna kolica (Goldener Wagen) wird in folgenden Kategorien vergeben:
  - Bester internationaler Spielfilm
  - Bester internationaler Kurzfilm
  - Bester internationaler Dokumentarfilm
  - Bester Kurzfilm eines kroatischen Filmemachers (seit 2005)
- Der VIP Audience Award für den insgesamt besten Film, nach Abstimmungsergebnissen der Zuschauer (seit 2005)

## Preisträger

### Bester Spielfilm
| Jahr | Deutscher Titel           | Originaltitel                   | Regie                                       | Land                    |
| ---- | ------------------------- | ------------------------------- | ------------------------------------------- | ----------------------- |
| 2003 | The Return – Die Rückkehr | Woswraschtschenije              | Andrei Swjaginzew                           | Russland                |
| 2004 |                           | Mángjǐng                        | Li Yang                                     | Volksrepublik China     |
| 2005 |                           | L'Iceberg                       | Dominique Abel, Fiona Gordon und Bruno Romy | Belgien                 |
| 2006 | Das Leben der Anderen     | Das Leben der Anderen           | Florian Henckel von Donnersmarck            | Deutschland             |
| 2007 | The Banishment            | Izgnanie                        | Andrey Zvyagintsev                          | Russland                |
| 2008 |                           | Rumba                           | Dominique Abel, Fiona Gordon und Bruno Romy | Belgien                 |
| 2009 | I Killed My Mother        | J'ai tué ma mère                | Xavier Dolan                                | Kanada                  |
| 2010 | Der Räuber                | Der Räuber                      | Benjamin Heisenberg                         | Deutschland             |
| 2011 | Michael                   | Michael                         | Markus Schleinzer                           | Österreich              |
| 2012 |                           | Toată lumea din familia noastră | Radu Jude                                   | Rumänien                |
| 2013 | Lunchbox                  | Dabba                           | Ritesh Batra                                | Indien                  |
| 2014 |                           | Shemtkhveviti paemnebi          | Levan Koguashvili                           | Georgien                |
| 2015 | Son of Saul               | Saul Fia                        | László Nemes                                | Ungarn                  |
| 2016 |                           | Eshtebak                        | Mohamed Diab                                | Ägypten                 |
| 2017 |                           | Muškarci ne plaču               | Alen Drljević                               | Bosnien und Herzegowina |
| 2018 |                           | Teret                           | Ognjen Glavonić                             | Serbien                 |
| 2019 |                           | Ivana cea Groaznică             | Ivana Mladenović                            | Rumänien                |
| 2020 |                           | Oasis                           | Ivan Ikić                                   | Serbien                 |
| 2021 | Große Freiheit            | Große Freiheit                  | Sebastian Meise                             | Österreich              |
| 2022 |                           | Joyland                         | Saim Sadiq                                  | Pakistan                |
| 2023 |                           | How to Have Sex                 | Molly Manning Walker                        | Vereinigtes Königreich  |

### Bester Dokumentarfilm
| Jahr | Englischer Titel                    | Originaltitel                         | Regie               | Land                   |
| ---- | ----------------------------------- | ------------------------------------- | ------------------- | ---------------------- |
| 2003 | Son's Job                           |                                       | Jade D'Cruz         | Vereinigtes Königreich |
| 2004 | Checkpoint                          | Machssomim                            | Yoav Shamir         | Israel                 |
| 2005 | First on the Moon                   | Pervye na Lune                        | Aleksey Fedorchenko | Russland               |
| 2006 | I, Soldier                          |                                       | Köken Ergun         | Türkei                 |
| 2007 | The Alpha Diaries                   | Shalom Pluga Aleph                    | Yaniv Berman        | Israel                 |
| 2008 | The Red Race                        |                                       | Gan Chao            | Volksrepublik China    |
| 2009 | La vida loca                        |                                       | Christian Poveda    | Frankreich             |
| 2010 | Me, My Gipsy Family and Woody Allen | Io, la mia famiglia rom e Woody Allen | Laura Halilovic     | Italien                |
| 2011 | At the Edge of Russia               | Koniec Rosji                          | Michal Marczak      | Polen                  |
| 2012 | Slaughter Nick for President        |                                       | Rob Stewart         | Kanada                 |
| 2013 | The Captain and His Pirate          |                                       | Andy Wolff          | Deutschland            |
| 2014 | Karpotrotter                        | Karpopotnik                           | Matjaž Ivanišin     | Slowenien              |

### Bester Kurzfilm
| Jahr | Titel                       | Regie              | Land                   |
| ---- | --------------------------- | ------------------ | ---------------------- |
| 2015 | A Few Seconds               | Nora El Hourch     | Frankreich             |
| 2016 | Balcony                     | Toby Fell-Holden   | Vereinigtes Königreich |
| 2017 | Student Union               | György Mór Kárpáti | Ungarn                 |
| 2018 | Gaze                        | Farnoosh Samadi    | Iran                   |
| 2019 | The Last Image of Father    | Stefan Đorđević    | Serbien                |
| 2020 | Dustin                      | Naïla Guiguet      | Frankreich             |
| 2021 | Severen pol                 | Marija Apčevska    | Nordmazedonien         |
| 2022 | That’s How the Summer Ended | Matjaž Ivanišin    | Slowenien              |
| 2023 | Please Make It Work         | Daniel Soares      | Schweiz                |

### Bester kroatischer Kurzfilm
| Jahr | Titel                        | Regie                           |
| ---- | ---------------------------- | ------------------------------- |
| 2012 | Terarij                      | Hana Jušić                      |
| 2013 | Ko da to nisi ti             | Ivan Sikavica                   |
| 2014 | Tlo pod nogama               | Sonja Tarokić                   |
| 2015 | Zvjerka                      | Daina Oniunas-Pusić             |
| 2016 | Mliječni zub                 | Saša Ban                        |
| 2017 | Čistačica                    | Matija Vukšić                   |
| 2018 | Bila soba                    | Mladen Stanić                   |
| 2019 | Druker                       | Rino Barbir                     |
| 2020 | U šumi                       | Sara Grgurić                    |
| 2021 | Fall of Our Summer           | Karlo Vorih                     |
| 2022 | It’s Not Cold for Mosquitoes | Josip Lukić und Klara Šovagović |
| 2023 | Short Cut Grass              | David Gašo                      |